# Maria Carolina de Saboia
Maria Carolina Antônia Adelaide de Saboia (em italiano: Maria Carolina Antonietta Adelaide di Savoia; Palácio Real de Turim, 17 de janeiro de 1764 - Dresden, 28 de dezembro de 1782) foi uma princesa de Saboia desde o seu nascimento. Era a filha mais nova do futuro rei Vítor Amadeu III da Sardenha e casou-se, em 1781, com o príncipe-eleitor da Saxónia. Morreu de varíola aos dezoito anos de idade.

## Biografia
Filha do duque e da duquesa de Saboia, nascida no Palácio Real de Turim, Maria Carolina era a décima filha do casal. Entre as suas irmãs estavam duas "netas por afinidade" do rei Luís XV de França, a princesa Maria Josefina, que se casou com o futuro rei Luís XVIII de França em 1771, e a princesa Maria Teresa, esposa do futuro rei Carlos X de França, cm quem se casou em 1773. O cunhado das suas irmãs era o trágico rei Luís XVI de França. 
Entre os seus irmãos encontravam-se os últimos três reis da Sardenha descendentes da linha masculina da família: Carlos Emanuel IV, Vítor Emanuel I e Carlos Félix da Sardenha. O seu pai tornou-se rei da Sardenha em 1773, após a morte do seu avô, o rei Carlos Emanuel III da Sardenha que reinou durante quarenta-e-três anos.
O seu pai decidiu que Maria Carolina se iria casar com o príncipe António da Saxónia que era, na altura, príncipe-eleitor daquele território. Era o quinto filho de Frederico Cristiano, príncipe-eleitor da Saxónia, e da princesa Maria Antónia da Baviera. Entre os muitos primos direitos de António estavam os futuros reis Luís XVIII e Carlos X de França, cunhados de Maria Carolina. Os dois eram também primos direitos do rei Carlos IV de Espanha e do rei Fernando I das Duas Sicílias, Maria Carolina pelo lado da sua mãe, uma infanta espanhola, e António pelo lado do pai. Outra prima direita de Maria Carolina era a conhecida princesa de Lamballe.
Apesar dos pedidos de Maria Carolina, os dois casaram por procuração no Palazzina di caccia di Stupinigi a 29 de setembro de 1781 e, posteriormente, na presença dos dois, em Dresden, a 24 de outubro de 1781. As celebrações em Saboia foram luxuosas com festas no Palácio Real de Turim onde tinha nascido, e no Palazzo Gontieri.
Maria Carolina deixou o seu país natal contra a sua vontade em Setembro de 1781. A sua família acompanhou-a até Vercelli e a princesa teve de ser empurrada para fora da sua carruagem para continuar a viagem. Chegou a Augsburgo, na atual Alemanha, a 14 de outubro. Quando chegou, passou a ocupar uma das posições femininas mais altas na corte da Saxónia, uma vez que a mãe do seu esposo, a princesa Maria Antónia, tinha morrido no ano anterior. A mulher que ocupava a posição mais alta era a sua cunhada, a princesa Amália de Zweibrücken-Birkenfeld, casada com o príncipe-eleitor Frederico Augusto III, na altura governante do eleitorado da Saxônia.
Infeliz no seu novo país, Maria Carolina acabaria por contrair varíola e faleceu em Dresden a 28 de dezembro de 1782. A população da Saxónia gostava da princesa e esta foi recordada numa canção popular antiga escrita após a sua morte precoce:
Principessa Maria Carolina Antonieta
di Savoia! Lo sposo da me scelto v'aspetta:
il Duca di Sassonia: Marcantonio Clemente."
...Così parlava il padre, il Re, solennemente

—Guido Gozzano, Poesie Sparse, Carolina di Savoia
Após a sua morte, António casou-se com a arquiduquesa Maria Teresa da Áustria de quem teve quatro filhos que morreram todos antes de completarem dois anos de idade. O seu marido sucedeu ao irmão como rei da Saxónia em 1827, aos setenta-e-um anos de idade. Maria Carolina encontra-se sepultada na cripta número 30 da Katholische Hofkirche em Dresden.

## Genealogia
| Maria Carolina de Saboia | Pai: Vítor Amadeu III da Sardenha | Avô paterno: Carlos Emanuel III da Sardenha | Bisavô paterno: Vítor Amadeu II de Saboia            |
| Maria Carolina de Saboia | Pai: Vítor Amadeu III da Sardenha | Avô paterno: Carlos Emanuel III da Sardenha | Bisavó paterna: Ana Maria de Orleães                 |
| Maria Carolina de Saboia | Pai: Vítor Amadeu III da Sardenha | Avó paterna: Polixena de Hesse-Rotemburgo   | Bisavô paterno: Ernesto Leopoldo de Hesse-Rotemburgo |
| Maria Carolina de Saboia | Pai: Vítor Amadeu III da Sardenha | Avó paterna: Polixena de Hesse-Rotemburgo   | Bisavó paterna: Leonor de Löwenstein-Wertheim        |
| Maria Carolina de Saboia | Mãe: Maria Antonieta de Espanha   | Avô materno: Filipe V de Espanha            | Bisavô materno: Luís, o grande delfim de França      |
| Maria Carolina de Saboia | Mãe: Maria Antonieta de Espanha   | Avô materno: Filipe V de Espanha            | Bisavó materna: Maria Ana Vitória de Baviera         |
| Maria Carolina de Saboia | Mãe: Maria Antonieta de Espanha   | Avó materna: Isabel Farnésio                | Bisavô materno: Eduardo, Príncipe herdeiro de Parma  |
| Maria Carolina de Saboia | Mãe: Maria Antonieta de Espanha   | Avó materna: Isabel Farnésio                | Bisavó materna: Doroteia Sofia de Neuburgo           |